# 船川港站
船川港站（日语：／ Funagawa-Minato eki */?）是位於秋田縣男鹿市船川港，日本貨物鐵道（JR貨物）男鹿線（貨物支線）的貨運車站（廢站）。

## 歷史
- 1937年（昭和12年）6月10日：國有鐵道船川線（後來名為男鹿線）貨物支線的貨運車站啟用[1]。
- 1942年（昭和17年）4月1日：增設小行李起卸業務[1]（成為一般車站）。
- 1954年（昭和29年）9月1日：結束小行李起卸業務（變回貨運車站）[1]。
- 1959年（昭和34年）4月：站舍改建[2]。
- 1987年（昭和62年）4月1日：因國鐵分割民營化，本站成為日本貨物鐵道的車站[1]。
- 2001年（平成13年）3月30日：最後一天有貨運列車到發的日子[3]。
- 2002年（平成14年）1月1日：車站廢除。

## 車站構造
此站是位於船川港的地面車站。站內設有分支連接日本能源船川煉油廠（晩年為船川事業所）和小坂製鍊的工廠。
關於小坂製錬專用線，來自小坂製錬小坂線小坂站的濃硫酸會運送至此處作為海陸中繼點。但是在1999年10月，由於設施遷移至秋田製錬飯島製錬所（鄰接秋田臨海鐵道秋田北港站），因此再沒有貨運列車使用該專用線。
關於日本能源專用線，該處會有成油品和機油等貨物發送。在1959年8月起，來自脇本站的原油會運送至此站，後來隨著原油出產量下降，因此改用油罐車運送。運送原油的列車在2001年3月30日後廢除。自此，此站再沒有貨運列車到發。

## 1985年常備貨車
- 由共同石油（日语：共同石油）擁有
  - TaKi1500形（日语：国鉄タキ1500形貨車）（石油類（汽油除外）專用）13輛
  - TaKi45000形（日语：国鉄タキ45000形貨車）（石油類（汽油除外）專用）10輛
  - TaKi3000形（日语：国鉄タキ3000形貨車）（汽油專用）1輛
  - TaKi9900形（日语：国鉄タキ9900形貨車）（汽油專用）5輛
  - TaKi35000形（日语：国鉄タキ35000形貨車）（汽油專用）15輛
- 由日本石油輸送（日语：日本石油輸送）擁有
  - TaKi1500形（石油類（汽油除外）專用）8輛
  - TaKi21000形（日语：国鉄タキ2100形貨車）（石油類（汽油除外）專用）4輛
  - TaKi45000形（石油類（汽油除外）專用）2輛
  - TaMu500形（日语：国鉄タム500形貨車）（汽油專用）4輛
  - TaKi3000形（汽油專用）22輛
  - TaKi35000形（汽油專用）10輛
  - TaKi19500形（日语：国鉄タキ19500形貨車）（苯乙烯專用）1輛

參考資料：「昭和60年版私有貨車番號表」《Twilight Zone MANUAL13》Neko出版，2004年

## 車站周邊
- 日本能源（現時：ENEOS）船川事業所

## 相鄰車站
日本貨物鐵道（JR貨物）
男鹿線（貨物支線）
男鹿－（貨）船川港

## 注腳
1. 1 2 3 4 5  石野哲（編）.  初版. JTB. 1998-10-01: 548. ISBN 978-4-533-02980-6 （日语）.
2. ↑  “新築工事成る 船川港駅” 秋田魁新報 (秋田魁新報社): p2. (1959年4月6日 夕刊)
3. ↑  《JR男鹿線の申川原油列車 42年の歴史に幕》平成13年3月31日讀賣新聞朝刊32面秋田

## 相關項目
- 日本鐵路車站列表 Fu
- 道之驛男鹿（日语：道の駅おが）